# Caro
Marco Aurelio Caro (en latín, Marcus Aurelius Carus) más conocido en la historiografía romana como Caro, fue un emperador romano que reinó desde finales del año 282 hasta mediados de 283.
Caro probablemente era originario de la provincia romana de Galia Narbonense. Durante el reinado del emperador Probo, fue su prefecto del pretorio. En 282, fue proclamado emperador por las tropas de Recia y Nórico. Derrotó a los sármatas y cuados en la frontera del Danubio y luego derrotó a los persas en Mesopotamia. Sin embargo, después de la captura de la capital persa de Ctesifonte y del avance a la orilla opuesta del Tigris, Caro murió en su tienda de campaña. Utilizó los apelativos honoríficos de «Germánico Máximo» y «Pérsico Máximo» desde 283.

## Biografía

### Origen y familia
Marco Aurelio Caro nació alrededor de 223 o 224, fecha obtenida gracias a la información proporcionada por el  historiador bizantino del siglo vi Juan Malalas, quien menciona en su Cronografía que Caro tenía setenta años en el momento de su muerte, aunque el historiador William Leadbetter sugiere que nació en el año 230. No se sabe exactamente ni la patria ni el origen del emperador, sin embargo, la Historia Augusta hace varias suposiciones sobre este tema:

Onésimo, que ha escrito con mucho cuidado la vida de Probo, dice que vio la luz en Roma y que en ella se instruyó, pero que sus padres eran de Iliria. Fabio Ceriliano, autor muy exacto, en una historia de Caro, Carino y Numeriano, pretende, por el contrario, que Caro no nació en Roma, sino en la Iliria, y que sus padres no eran pannonios, sino cartagineses. Recuerdo también haber leído en efemérides que nació en Milán, pero un privilegio concedido a su abuelo le hizo dar el derecho de ciudadanía en Aquilea.

Provincia de Galia Narbonense en 125.

Los historiadores modernos, apoyándose en los autores latinos Aurelio Víctor, Flavio Eutropio, Jerónimo y Sidonio Apolinar y el griego Juan Zonaras, creen que Caro nació en Galia Narbonense o, más concretamente, en su capital Narbona, lo que ocasionó la interrupción de la serie sucesiva de emperadores ilíricos de aquella época. Sin embargo, algunos eruditos, como Pat Southern, lo consideran nativo de la ciudad dálmata de Narona. Los investigadores, gracias a que Numeriano, el hijo de Caro, tenía el nomen de «Numerio», reconstruyeron el nombre de nacimiento del emperador como «Marco Numerio Caro» o «Marco Aurelio Numerio Caro».
Caro tuvo tres hijos, dos varones, Marco Aurelio Carino y Marco Aurelio Numerio Numeriano, y una mujer llamada Paulina, además, tuvo un nieto llamado Marco Aurelio Nigriniano, hijo de Carino o Paulina, que murió poco después de la muerte de su abuelo. Antes de ascender a la púrpura imperial, fue senador, y ocupó diversos cargos civiles y militares, además de ejercer como procónsul de Cilicia en un año desconocido. Asimismo, la Historia Augusta lo incluye en la lista de generales a los que el propio emperador Probo formó.

### Ascenso al poder
Cuando Probo ascendió al trono, puso al frente de la Guardia Pretoriana a Caro, lo que demuestra su confianza en él. Sin embargo, durante el reinado de Probo, Caro nunca llegó al consulado, a diferencia de otros prefectos del pretorio, como, por ejemplo, Lucio Petronio Tauro Volusiano bajo Galieno o Julio Placidiano bajo Aureliano, quienes, pasado un tiempo después de la prefectura pretoriana, solían obtener el cónsulado.

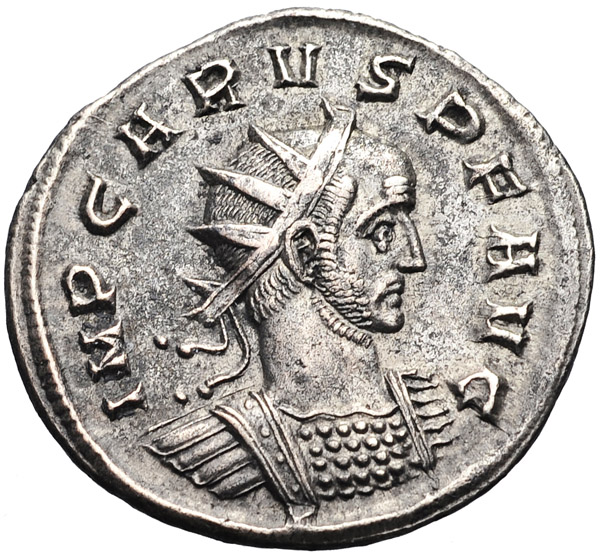
Antoniniano con efigie de Caro.

El ascenso de Caro a la púrpura imperial es contado de manera diferente por las distintas fuentes. Según algunas, este evento ocurrió durante la vida de Probo, y según otras, después de su asesinato. A finales de 282, cuando este último estaba en Sirmio, las legiones de Recia y Nórico se rebelaron, y en consecuencia, declararon emperador al prefecto del pretorio Caro, quien estaba preparando el ejército para la campaña planeada por Probo contra los persas. Según la tradición griega de Juan Zonaras y Juan Antioqueno, Caro se percató de que las tropas locales querían proclamarle emperador en contra de su voluntad, y solicitó consejo y ayuda a Probo antes de que esos soldados tomaran la iniciativa. Probo envió a tropas contra los rebeldes, pero cambiaron inmediatamente de bando y el emperador terminó siendo asesinado por sus guardaespaldas.
Según una tradición latina mucho más numerosa, Caro no informó de nada a Probo, sino que más bien fue él mismo el instigador de la revuelta. Otros eventos descritos por fuentes latinas generalmente coinciden con la versión establecida en los escritos griegos. Por lo tanto, las afirmaciones de la Historia Augusta de que Caro no participó en el levantamiento contra Probo no son creíbles, ya que él fue quien recibió el mayor beneficio de la revuelta. Cuando Caro se enteró de la muerte de Probo, informó al Senado de que por voluntad del ejército se convertía en emperador. Ni siquiera pidió la aprobación al Senado, lo que era contrario a las tradiciones e indicaba que el poder del emperador, hasta entonces amparado por las costumbres republicanas, estaba adquiriendo un abierto carácter autoritario.

### Gobierno
Después de la proclamación de Caro como emperador en 282, aparentemente, ocupó el cargo de cónsul para sustituir al fallecido Probo durante el resto del año. Además, hizo todo lo posible para fundar su propia dinastía porque, a diferencia de muchos de sus predecesores, Caro tenía dos hijos mayores que podían ayudarle a gobernar el Imperio, por lo que, para facilitar esa tarea, confirió a Carino y después a Numeriano los títulos de «nobilísimos césares» (en latín: nobilissimus Caesar) y de «príncipes de la juventud» (en latín: principes iuventutis). Además, al año siguiente, Carino fue cónsul junto con su padre y fue ascendido al cargo de augusto, es decir, se convirtió en coemperador junto a Caro, y Numeriano se casó con la hija del nuevo prefecto del pretorio Arrio Apro. Durante su breve mandato como emperador, Caro también continuó con la política de fortalecer el poder del ejército romano, iniciada bajo Claudio II y Aureliano, y además, por orden suya, los asesinos de su predecesor fueron severamente castigados.

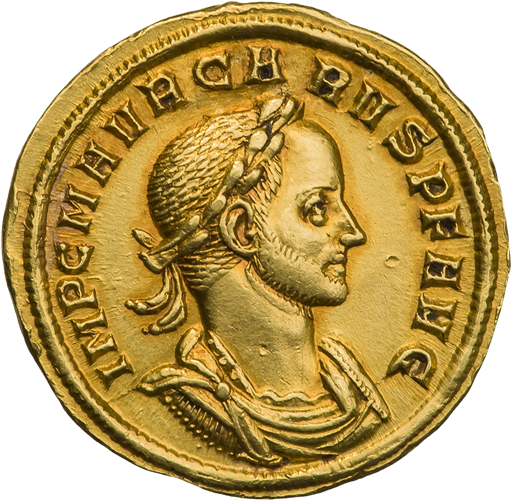
Áureo con efigie de Caro.

La primera tarea importante de Caro durante su reinado fue detener la invasión de Panonia por sármatas y cuados, quienes atravesaron el Danubio, y amenazaban Tracia e Italia. Sin pasar por Roma, Caro se dirigió inmediatamente a esta provincia y, gracias a hábiles operaciones militares, infligió una aplastante derrota a estas tribus, muy probablemente a finales de 282, y en consecuencia, eliminó unos dieciséis mil soldados enemigos y tomo veinte mil prisioneros de ambos sexos. Estos cautivos están representados en las monedas emitidas durante el reinado de Numeriano, donde el emperador está representado en un carro con su padre con la inscripción «TRIVNFV (s) QVADOR (um)» (Triunfo sobre los cuados). En honor a esta victoria, Caro y sus hijos obtuvieron el apelativo honorífico de «Germánico Máximo» (en latín: Germanicus Maximus).

#### Campaña persa

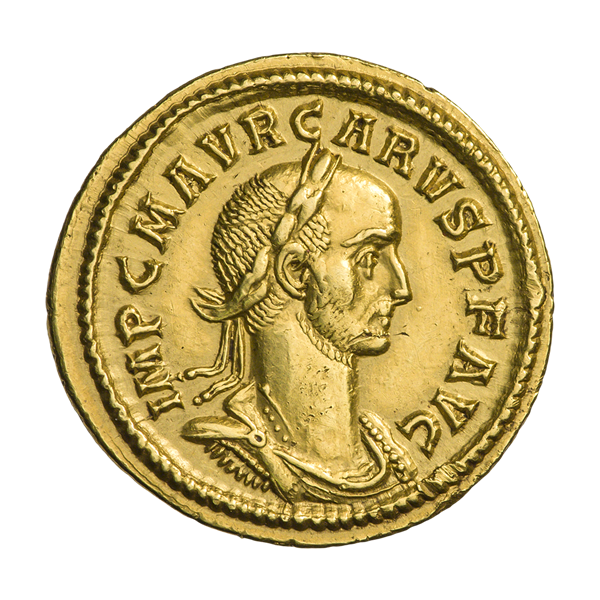
Áureo con efigie de Caro.

Después de derrotar a los sármatas y a los cuados, Caro, junto con Numeriano, pasó por Tracia y las provincias de Asia Menor y llegó a la frontera romano-persa. La ceca de Cícico marcó el paso del emperador y de su hijo por Oriente al acuñar monedas con la inscripción «adventus» (en español: «llegada»). Mientras estaban en campaña en Asia, Caro designó a su hijo Carino para mantener el orden en las provincias occidentales, especialmente en la Galia. Según Flavio Vopisco, Caro mostró pesar debido a que había enviado a Carino a gobernar Galia, en lugar de confiar en el joven Numeriano aquel mando, que exigía mucha firmeza. Caro anunció que el objetivo principal de su reinado era aplastar al Imperio sasánida y devolver Mesopotamia al dominio romano. La campaña persa había sido planeada bajo Aureliano, quien no tuvo tiempo de llevarla a cabo porque fue asesinado durante su travesía hacia el este. Probo, por su parte, también deseaba recuperar las tierras perdidas, pero tampoco tenía tiempo para hacer realidad ese plan, por lo que, en consecuencia, Caro fue el único capaz de realizar esa campaña contra los persas. Las operaciones se vieron favorecidas por los disturbios internos del estado persa durante el reinado de Bahram II, que estaban encabezados por Hormizd, su propio hermano, quien se rebeló contra él e intentó crear un estado independiente en la parte oriental del Irán sasánida.

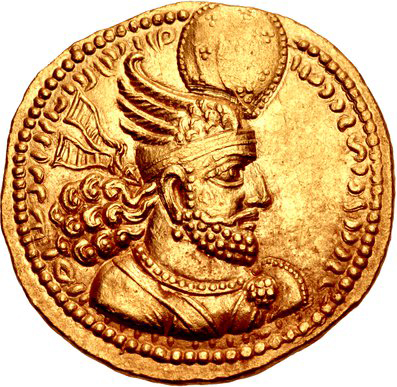
Moneda de oro persa con el retrato del emperador sasánida Bahram II.

Al enterarse de los planes romanos, los persas se alarmaron por lo que decidieron retrasarlos con largas negociaciones. Existe una historia asociada a este evento que dice que los embajadores persas llegaron al campamento romano al atardecer mientras estos estaban cenando. Los persas expresaron su deseo de asistir a la cena del emperador romano, a quien vieron vestido como todos los soldados cenando una sopa de guisantes triturados con trozos de carne de cerdo salada mientras estaba sentando en la hierba con su capa de color púrpura a su lado, la cual indicaba su alta posición. Este último no se movió al ver a los embajadores, y procedió a llamarlos y a contarles que si su rey no satisfacía todas sus demandas, sus pastos y campos quedarían más desnudos que su cabeza, y tras decirlo, procedió a mostrar su calva. Una vez acabada la charla, agregó que si tenían hambre, podían cenar con él, y si no, que inmediatamente abandonaran el campamento romano y regresan con su rey.

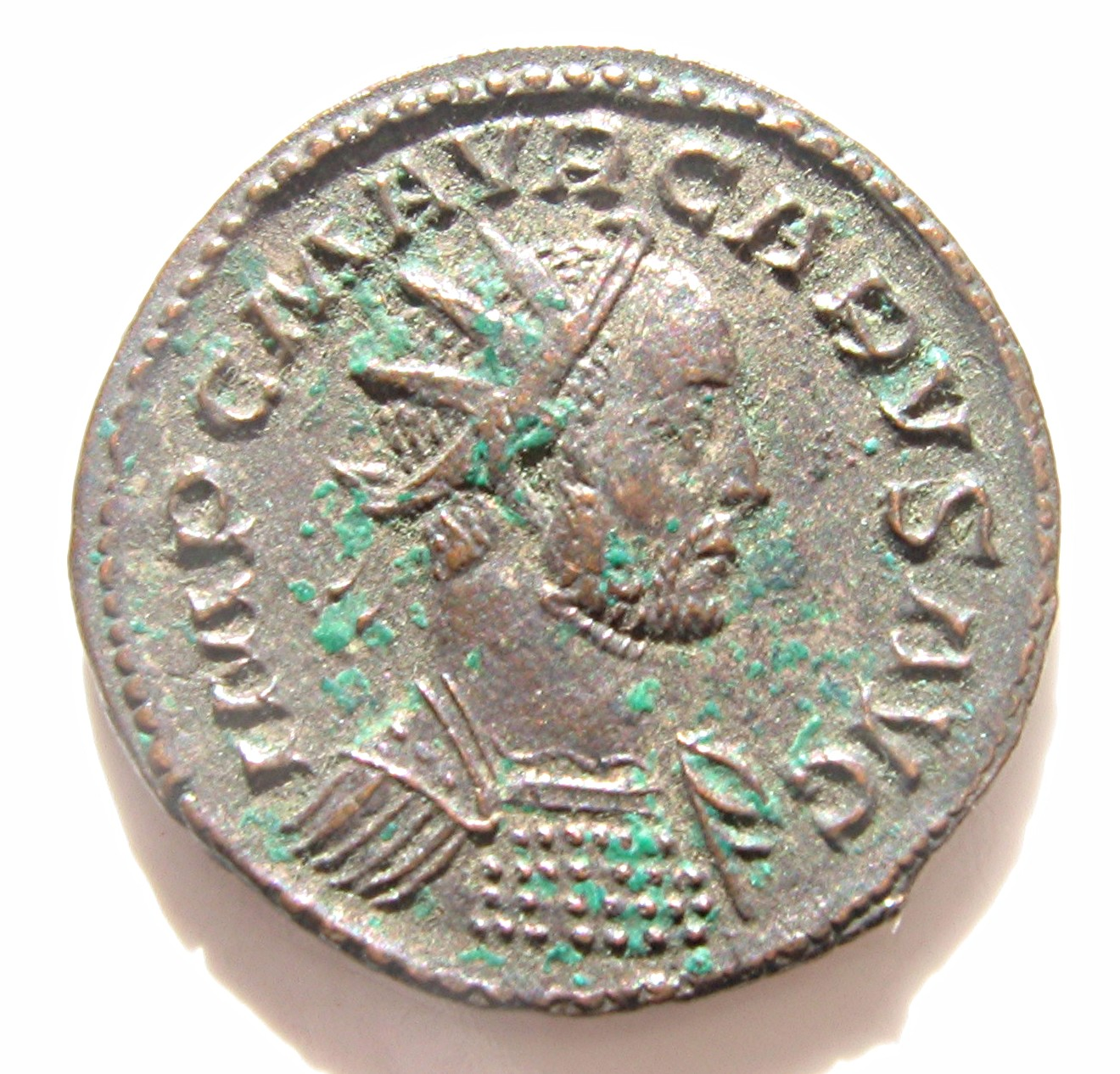
Antoniniano con efigie de Caro.

La campaña contra los persas fue un gran éxito. Según la mención del escritor galorromano del siglo V Sidonio Apolinar, el ejército romano al mando de Caro y Numeriano invadió Persia a través de Armenia. Después, continuaron a través del curso del río Tigris, sin encontrar resistencia en su camino, ya que el rey persa Bahram II, distraído por los disturbios internos, no tuvo la oportunidad de enviar tropas para la defensa contra los romanos. El emperador llegó a la capital persa, Ctesifonte, la capturó y cruzó a la otra orilla del Tigris e invadió la ciudad gemela de Seleucia. Después de estos triunfos, Caro y sus hijos recibieron el apelativo honorífico de «Pérsico Máximo». Estos avances compensaron en cierta medida las derrotas de los romanos del pasado y, en consecuencia, el emperador decidió aprovechar su éxito y continuar la campaña, por lo que optó por penetrar profundamente en el territorio persa y, al parecer, su prefecto del pretorio Arrio Apro apoyó este plan.

### Muerte

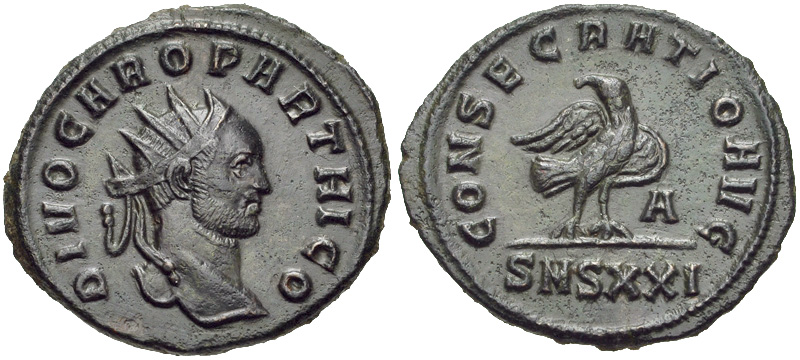
Antoniniano póstumo con retrato de Caro.

A finales de julio o principios de agosto de 283, en medio de la campaña persa, Caro murió en su tienda de campaña en circunstancias confusas y misteriosas. Fuentes antiguas afirman que falleció por enfermedad o que fue asesinado por un rayo como señal de retribución divina, ya que se le predijo que la victoria lo acompañaría sólo hasta Ctesifonte, y en contra de este presagio, continuó avanzando.
La Historia Augusta contiene una carta de un tal Julio Calpurnio, quien fue secretario de Caro, contando la muerte del emperador:

Cuando nuestro príncipe Caro, verdaderamente querido, se encontraba enfermo, asaltónos tan espantosa tempestad, que las tinieblas no permitían que nos viésemos unos a otros: el continuo fuego de los relámpagos y el incesante fragor del trueno nos quitaron a todos el conocimiento de lo que pasaba. De pronto, y después de aquellos truenos, que por todas partes habían difundido el espanto, oyóse gritar: «El emperador ha muerto». Añade a esto que los ministros de la cámara, en el dolor que les causaba esta pérdida, prendieron fuego a la tienda imperial; circunstancia que ha hecho decir que el emperador fue víctima de un rayo, cuando puede creerse que murió de enfermedad.

Algunas reconstrucciones modernas de estos eventos sugieren que Caro fue asesinado con la ayuda del prefecto pretoriano Arrio Apro. Según William Leadbetter, la enfermedad es la explicación más plausible de la muerte del emperador, debido a que el ejército acababa de obtener una gran victoria, lo que hace improbable que fuera asesinado en el campamento. Además, su hijo Numeriano asumió el trono sin oposición. Otra versión, según el relato de Juan Malalas, indica que Caro fue asesinado en una campaña contra los hunos después de la campaña persa, teoría que también comparte Juan Zonaras.
Después de su muerte, Caro fue deificado.

### Legado
El reinado de Caro duró poco menos de un año, concretamente, según el Cronógrafo del 354, 10 meses y 5 días. Su victoria en Oriente fue importante tanto desde el punto de vista político, ya que permitió a Diocleciano concluir un acuerdo de paz en 288, cuyos términos se desconocen, como desde el punto de vista cultural.
El poeta africano Nemesiano dedicó parte de su obra Cynegetica (sobre la caza) celebrando la victoria de Caro y Numeriano e incluso habló sobre el regreso triunfal de los emperadores a Roma, que nunca tuvo lugar. Esta victoria tuvo gran repercusión en el siglo V cuando el poeta y escritor Sidonio Apolinar se dirigió a la Concepción de Narbona, y les recordó las victorias de sus conciudadanos, y Sinesio de Cirene mencionó a Caro en su obra «Acerca de la realeza».
Por su parte, la Historia Augusta considera a Caro «un hombre mediocre, que, por decirlo así, debería atribuirse más bien a los buenos que a los malos soberanos», y en otro lugar lo llama «un buen soberano».
El poeta y dramaturgo alemán August von Platen-Hallermünde dedicó la balada «La muerte de Caro» al emperador homónimo.